# Maria Erixon Levin
Maria Erixon Levin, egentligen Maria Charlotte Levin, född Andersson 12 september 1963 i Vetlanda, Jönköpings län, är en svensk kläddesigner och företagare. 
Hon är grundare av företaget Nudie Jeans, arbetar som chefsdesigner på företaget och designar mestadels jeansen i kollektionen själv. Hon började sin karriär som jeansdesigner i Borås 1988–1998 och var sedan designchef för Lee jeans i Europa 1998–2001. Samma år startade hon Nudie Jeans med senare maken Joakim Levin. 
År 2012 fick hon näringslivsmedalj av Kungliga Patriotiska sällskapet för framstående entreprenörskap.
Maria Erixon Levin är syster till konstnären Birgitta Yavari och ståupplyrikern Solveig Andersson-Carlsson. Fadern Helge Andersson grundade Vulkcentralen i Vetlanda.
Hon har varit gift med jeansdesignern Klas Erixon och med Joakim Levin.